# ناحیه ارد
ناحیهٔ اِرد (به مجاری: Érdi járás) یک ناحیه در مجارستان است که در پِشت واقع شده‌است. ناحیهٔ ارد ۱۸۴٫۲۹ کیلومتر مربع مساحت و ۱۱۶٬۵۱۰ نفر جمعیت دارد.